# Baai van Quiberon
De Baai van Quiberon (Frans: Baie de Quiberon; Bretons: Bae Kiberen) is een baai aan de zuidkust van Bretagne. De baai hoort bij het departement Morbihan. 
De baai is ongeveer driehoekig van vorm, met een opening naar de Atlantische Oceaan in het zuiden en de de Golf van Morbihan in het noorden. Het schiereiland Quiberon vormt in het westen de barrière met de rest van de Atlantische Oceaan. Deze barrière wordt voortgezet door de eilanden Belle-Île-en-Mer, Île d'Houat en Hœdic. 